# Lorraine Hillas
Lorraine Mary Hillas, née le 11 décembre 1961, est une joueuse australienne de hockey sur gazon.

## Biographie
Lorraine Hillas participe à ses premiers Jeux olympiques à Los Angeles en 1984 ; les Australiennes terminent quatrièmes du tournoi. Elle remporte aux Jeux olympiques d'été de 1988 à Séoul la médaille d'or avec l'équipe nationale.
Elle reçoit la médaille de l'Ordre d'Australie le 12 juin 1989.